# Pavel Hubený
Pavel Hubený (* 13. dubna 1963, Klatovy) je český pracovník ochrany přírody, od května 2014 ředitel Správy národního parku Šumava.

## Životopis
Po gymnáziu vystudoval ekonomickou a regionální geografii na Přírodovědecké fakultě Univerzity Karlovy, kde promoval v roce 1986. Od té doby pracuje ve státní správě. Nejprve působil na Krajském národním výboru v Plzni jako referent oblastního plánování (1986–1988), v letech 1991–1992 pracoval v rodných Klatovech jako ekolog okresního úřadu.
Většinu profesní kariéry však strávil na Správě CHKO a NP Šumava – poprvé v letech 1988–1990 jako referent pro bezlesí na Správě CHKO v Sušici a od roku 1993 byl vedoucím správy CHKO. Od 1. května 2014 byl pověřen vedením Správy NP a CHKO Šumava místo odvolaného Jiřího Mánka. Ministr životního prostředí Richard Brabec 30. června 2015 ve Vimperku jmenoval Pavla Hubeného s účinností od 1. července ředitelem správy národního parku.